# 로버트 켈리

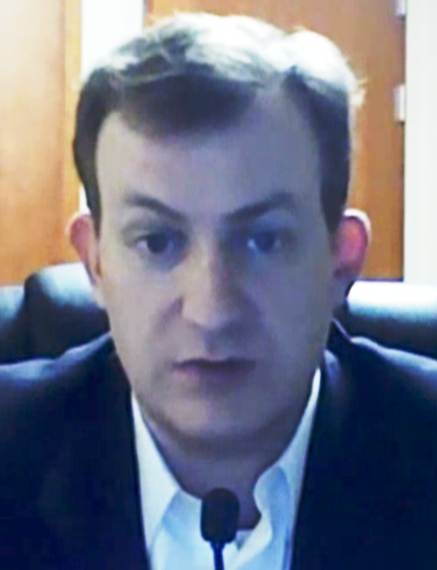
2013년 4월 모습

로버트 E. 켈리 (Robert E. Kelly) 미국의 정치학자이다. 대한민국 부산광역시의 부산대학교 정치외교학과의 교수로 재직해있다. 2005년 3월, 〈The Impact of Non-Governmental Organizations on the Bretton Woods Institutions〉 이름의 논문으로 오하이오 주립 대학교에서 박사 학위를 받았다. 그 후, BBC나 CCTV 방송에 출연하거나
더 디플로마트와 포레인 어페어스, 워싱턴 포스트 등을 비롯한 여러 기고 활동을 하였다.
2017년 3월 10일, 박근혜 대통령 탄핵과 관련해 BBC 방송과 생방송으로 자신의 방에서 인터뷰 도중 방으로 두 자녀가 들어와 방해하고 아내가 데리고 나가는 모습이 연출되어 화제가 되었다. 그 후로 유튜브 조회수가 2천만건을 돌파하면 인기를 힘입어 수 많은 패러디들과 수 많은 인터뷰가 요청되었고 아예 가족들과 함께 기자회견을 열었고, BBC 방송에서 인터뷰하기도 하였다. 또한 KBS2 슈퍼맨이 돌아왔다에서 샘 해밍턴과 외동아들 윌리엄 해밍턴과 함께 특별출연을 하게 되었다.